# Air Libya
Air Libya (mã IATA = 7Q, mã ICAO = TLR) là hãng hàng không, trụ sở ở Tripoli, Libya. Hãng có căn cứ chính ở Sân bay quốc tế Tripoli và căn cứ phụ ở Sân bay quốc tế Benina, Benghazi.

## Lịch sử
Air Libya được thành lập năm 1996 dưới tên"Air Libya Tibesti"và có các tuyến đường quốc nội cùng 1 tuyến quốc tế trong khu vực.

## Các nơi đến
(Tháng 1/2005):
- Libya

- Benghazi
- Ghadames
- Kufra
- Sabha
- Sirte
- Tripoli.

- Sudan:

- El Fasher.

## Đội máy bay
(Tháng 3/2008):
- 1 Antonov An-24RV
- 1 Antonov An-26
- 2 Boeing 727-200 (thuê của Air Algérie)
- 1 Boeing 737-200
- 1 Bombardier Dash 8 Q102 (do Medavia điều hành)
- 1 Ilyushin Il-76MD
- 1 Tupolev Tu-154B-2
- 5 Yakovlev Yak-40
- 2 Yakovlev Yak-40K

Đang đặt mua
- 2 Ilyushin Il-96-300
- 5 Antonov An-140